# Aserbajdsjan gaskraftværk
Aserbajdsjan gaskraftværk, også kendt som Mingechevir er et gaskraftværk i Aserbajdsjan. Det har en installeret produktionskapacitet på 2.400 MW, fordelt på otte turbiner. Anlægget blev startet omkring 1980 og blev afsluttet i 1991. Brændsel er naturgas.